# 南津守さくら公園

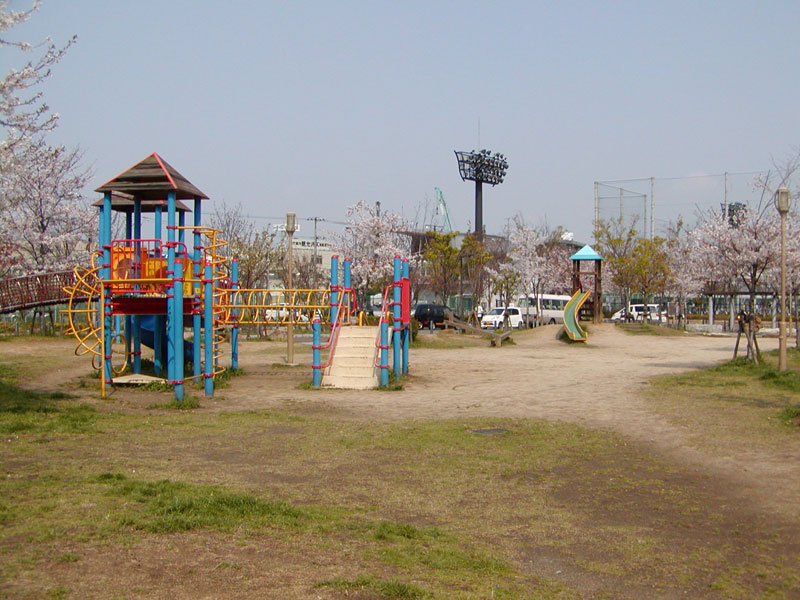
児童公園

南津守さくら公園（みなみつもりさくらこうえん）は、大阪市西成区南津守1丁目にある都市公園（地区公園）である。

## 概要
スポーツ広場、テニスコート、児童公園などからなる地区公園で、大阪市が運営している。食肉処理場跡地に2000年9月30日に完成した。

### スポーツ広場
南津守さくら公園スポーツ広場は、天然芝のグラウンド1面と、人工芝のグラウンド1面の計2面のグラウンドがある。グラウンドには観覧席も設けられている。スポーツ広場は、サッカーJリーグチーム・セレッソ大阪の練習場として使用されている。なお、メディアでセレッソ大阪関係の内容を取り上げる際には、このスポーツ広場を南津守グラウンドと紹介することもある。
2013年からセレッソ大阪は、舞洲スポーツアイランドの球技場を改修して整備されたグラウンドを練習場として使用するようになり、実質、舞洲に練習拠点を移転した。南津守は主にユースの練習場として使用され、なでしこリーグに参加しているセレッソ大阪堺レディースのホームグラウンドのひとつにもなっている。
また、舞洲グラウンドの整備に伴い、スポーツ広場内にあったクラブハウスも舞洲に移転した。旧クラブハウス2階のクラブショップ「ロスロボス」と「カフェ・セレッソ」の運営は、セレッソ大阪直営から民間事業者に変更され、2014年3月から「さくらカフェ」に改称した。オフィシャルグッズの販売は「さくらカフェ」でも引き続き行っている。

### サクラの木
南津守さくら公園とその周回道路には、サクラの木が多数植えられ、桜並木になっている。サクラの品種は、サトザクラやヤエザクラなどの遅咲きの品種を中心に植えられている。
サクラは大阪市の花でもあり、またセレッソ大阪のチーム名（セレッソcerezoはスペイン語でサクラの意味）でもある。

## 交通アクセス
- 南海本線・Osaka Metro堺筋線 天下茶屋駅 西へ約1.3km
- Osaka Metro四つ橋線 岸里駅 北西へ約1.2km
- 南海汐見橋線 西天下茶屋駅 南西へ約700m
- 大阪シティバス 「南津守1丁目」または「千本北2丁目」バス停